# Væb
Væb (stylizováno verzálkami, vyslovováno ve významu „vibe“ – pocit) je islandské elektronické hudební duo tvořené bratry Hálfdánem Helgim Matthíassonem (* 4. června 2003) a Matthíasem Davíðem Matthíassonem (* 7. prosince 2004), které reprezentovalo Island na Eurovision Song Contest 2025 s písní „Róa“. V roce 2025 také získali ocenění umělce roku na festivalu dětské literatury Sögur.

## Historie
Hálfdán a Matthías jsou dva ze šesti sourozenců narozených v islandském městě Kópavogur. Jejich matka, Áslaug Helga Hálfdánardóttirová, se v roce 2008 zúčastnila islandského národního kola Eurovize Söngvakeppnin s písní „Lífsins leið“. Hálfdán v roce 2015 zvítězil v islandské pěvecké soutěži The Christmas Star (Vánoční hvězda), zatímco Matthías se v roce 2020 objevil v televizním seriálu Eurogarðurinn a namluvil postavu Nema v islandském dabingu filmu Hledá se Dory. Během pandemie covidu-19 v roce 2020 bratři nahrávali a upravovali bohoslužby pro místní kostel Lindakirkja v Kópavoguru a zajišťovali živé přenosy pohřbů pro pozůstalé, na které dopadla omezení spojená s lockdownem.
Hudební duo Væb založili v roce 2022 poté, co na TikToku zveřejnili humornou píseň „Aron Can (Borðar kál)“ (doslovně přeloženo: Aron Can jí zelí) a rozhodli se ji vydat i na Spotify. Název jejich skupiny je akronymem z islandských slov virðing, æðruleysi a bullandistemning, což znamená úcta, vyrovnanost a dobrá atmosféra. Na hudební scéně debutovali svým studiovým albem Væb tékk, které vyšlo v září 2022. Svůj první komerční úspěch zaznamenali s remixem skladby „Ofboðslega frægur“ z roku 2023, který vznikl ve spolupráci s Ingi Bauerem, když skladba debutovala mezi dvaceti nejúspěšnějšími v žebříčku Tónlistinn. Do islandského žebříčku se dostala i jejich píseň „Tölur tala“, která obsadila 21. místo.
V únoru 2024 se duo zúčastnilo národního kola Eurovision Song Contest – soutěže Söngvakeppnin – se svou písní „Bíómynd“. Po úspěšném postupu ze semifinále se probojovali až do finále, v němž skončili čtvrtí. I přesto se píseň „Bíómynd“ stala nejpopulárnějším titulem celé soutěže, když jako jediná pronikla do islandské top 10.
V březnu 2025 se Væb spolu s estonskou skupinou 5miinust, která reprezentovala Estonsko na Eurovizi 2024, zúčastnili charitativního živého vysílání organizovaného youtuberem ESC Gabem s cílem vybrat finanční prostředky pro Ukrajinu v souvislosti s pokračující ruskou invazí. Během vysílání se účastníci zapojili do kvízu s eurovizního tematikou, hodnotili islandské písně ze soutěže, zpívali karaoke, či komentovali fanouškovské výtvarné práce. Celkově se jim podařilo vybrat 3 952 amerických dolarů. Na udílení cen Sögur v roce 2025 byli se svou písní „Róa“ nominováni na Píseň roku. V rámci stejné soutěže skupina získala ocenění pro Umělce roku.

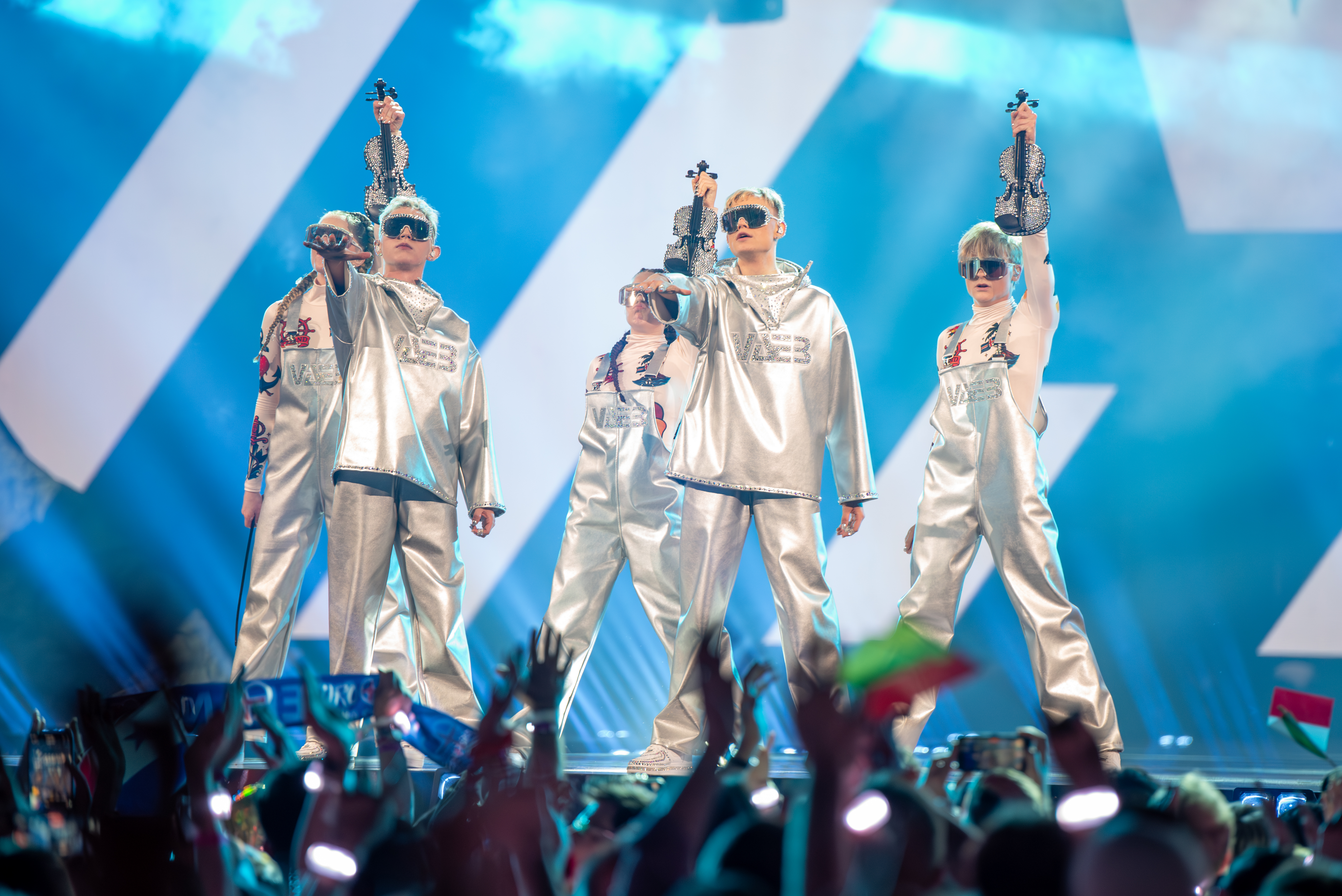
Væb při vystoupení s písní „Róa“ Eurovision Song Contest 2025

### Eurovize 2025
V únoru 2025 byli Væb znovu vybráni k účasti v soutěži Söngvakeppnin. S písní „Róa“ dokázali opět postoupit ze semifinále a dostat se do finále, kde si vítězství zajistili díky prvnímu místu u odborné poroty i veřejnosti, díky čemuž získali právo reprezentovat Island na Eurovision Song Contest 2025. Píseň „Róa“ navíc zaznamenala jejich doposud nejlepší umístění v žebříčku Tónlistinn, když dosáhla 4. místo.
Ve finále Eurovize, konaném 17. května, vystoupili jako desátí a umístili se na předposledním místě se ziskem 33 bodů.

## Diskografie

### Studiová alba
- 8. září 2022: Væb tékk

### EP
- 25. červenec 2024: Væbauer (s Ingi Bauerem)

### Singly

#### Jako hlavní umělci
- 2022: „Aron Can (Borðar kál)“
- 2022: „Þetta kallar á drykk“
- 2022: „Ríðum ríðum“ (s Háski a Rokkkór Íslands)
- 2022: „Alveg dagsatt“ (s Villhelmem Neto, Reynir, a Barnakór Lindakirkju)
- 2023: „Ofboðslega frægur (Remix)“ (s Ingi Baurem)
- 2023: „Tölur tala“ (feat. Herra Hnetusmjör)
- 2023: „Sömmer Baby“ (s Lil Curly)
- 2023: „Ég er á leiðinni (Remix)“
- 2024: „Bíómynd“
- 2024: „Movie Scene“
- 2024: „Til hamingju“
- 2025: „Róa“ (pozice 1 v žebříčku ICE)[22]
- 2025: „Jaja Ding Dong (Remix)“ (s Ingi Bauerem)
- 2025: „Dr. Saxophone“

#### Jako hostující umělci
- 2023: „Macarena gella“ (Rjóminn feat. Væb)
- 2024: „Sem kóngur ríkti hann“ (s Vilhelmem Neto)

### Další spolupráce
- 2024: „Kóngur í einn dag“ (s Vilhelmem Neto)
- 2024: „Sem kóngur ríkti hann“ (s Vilhelmem Neto)